# Nesotriccus
Genre
Nesotriccus est un genre d'oiseaux de la famille des Tyrannidae.

## Liste des espèces
Selon la classification de référence du Congrès ornithologique international (janvier 2024) :
- Nesotriccus incomtus (Cabanis & Heine, 1860) – Tyranneau atlantique
- Nesotriccus ridgwayi Townsend, CH, 1895 – Tyranneau de Cocos
- Nesotriccus murinus (Spix, 1825) – Tyranneau souris
- Nesotriccus tumbezanus (Taczanowski, 1877) – Tyranneau de Tumbes
- Nesotriccus maranonicus (Zimmer, JT, 1941) – Tyranneau du Maranon